# Liste der Nationalstraßen in Burundi
Diese Liste zeigt die Straßen in Burundi auf. Es gibt zwei Typen von Straßen, zum ersten die Nationalstraßen (Route nationale) beginnend mit RN und zum zweiten die Provinzstraßen (Route provinciale) beginnend mit RP.

## Nationalstraßen
| Kurz | Name | Verlauf                                                                  | Länge  |
| ---- | ---- | ------------------------------------------------------------------------ | ------ |
|      | RN1  | Bujumbura – Kayanza – Grenze nach Ruanda                                 | 100 km |
|      | RN2  | Bugarama – Gitega                                                        | 60 km  |
|      | RN3  | Bujumbura – Nyanza – Kabonga – Grenze nach Tansania                      | 160 km |
|      | RN4  | Bujumbura – Gatumba – Grenze nach Demokratische Republik Kongo           | 15 km  |
|      | RN5  | Bujumbura – Rukana – Grenze nach Ruanda                                  | 80 km  |
|      | RN6  | Kibira National Park – Kayanza – Muyinga – Rugari – Grenze nach Tansania | 160 km |
|      | RN7  | Bujumbura – Rutana                                                       | 120 km |
|      | RN8  | Gitega – Rutana                                                          | 70 km  |
|      | RN9  | Bujumbura – Kibira National Park                                         | 80 km  |
|      | RN10 | Kibira National Park – Rugombo                                           | 80 km  |
|      | RN11 | Cankuzo – Mabanda                                                        | 190 km |
|      | RN12 | Muyinga – Gitega                                                         | 100 km |
|      | RN13 | Buhanda – Rubangabanga – Grenze nach Tansania                            | 140 km |
|      | RN14 | Muyange-Gashoho – Karehe – Grenze nach Ruanda                            | 60 km  |
|      | RN15 | Gitega – Ruyenzi – Grenze nach Ruanda                                    | 100 km |
|      | RN16 | Gitega – Rumonge                                                         | 80 km  |
|      | RN17 | Bururi – Colline Kumunyika                                               | 40 km  |
|      | RN18 | Colline Mayuyu – Colline Mubanga                                         | 50 km  |
|      | RN19 | Cankuzo – Muyinga                                                        | 60 km  |
|      | RN20 | Gisuru – Bweru                                                           | 20 km  |
|      | RN21 | Muhweza – Gasenyi – Grenze nach Tansania                                 | 35 km  |
|      | RN22 | Rango – Kabarore – Grenze nach Ruanda                                    | 30 km  |

## Provinzstraßen
Die Provinzstraßen haben die Bezeichnung RP.